# Luis Eduardo Gutiérrez
Luis Eduardo Gutiérrez Castellanos (Guasave, Sinaloa; 1 de febrero de 2002) es un futbolista mexicano que juega como mediocampista en el Atlético La Paz de la Liga de Expansión MX.

## Trayectoria

### Inicios
Empezó jugando en 2015 con las fuerzas básicas del Club Santos Laguna, teniendo buenas actuaciones e incluso obteniendo el campeonato del Apertura 2021 de la categoría sub-20.

### Club Atlético La Paz
A principios de 2023 Santos Laguna cede a préstamo por un año al jugador al Club Atlético La Paz, y debuta en Liga de Expansión el 4 de enero de 2023 al entrar de cambio por Renato Mendoza en una victoria de su equipo por 2-0 ante Mineros de Zacatecas. Su primer gol con los paceños fue el 28 de marzo de 2023 en una victoria por 3-2 ante Venados Fútbol Club.
Durante el Clausura 2024 logró llegar a semifinales, cayendo ante Leones Negros de UDG con un marcador global 4-2

### Club Santos Laguna
A inicios de junio del 2024 el jugador regresa a Santos Laguna tras el año cedido con el Atlético La Paz.
Debutaría en primera división el 18 de agosto de 2024, en el partido correspondiente a la jornada 8 frente al Club Tijuana entrando de cambio por Franco Fagúndez.